# David Miranda (ciclista)
David Arnulfo Miranda (nascido em 10 de dezembro de 1942) é um ex-ciclista salvadorenho. Representou o seu país nos Jogos Olímpicos de 1968, realizados na Cidade do México, onde competiu na prova de estrada, mas não conseguiu terminar a corrida.